# 한국푸드테크실용전문학교
한국푸드테크실용전문학교(Corea Culinary Officer Occupational Training College)는 서울특별시 금천구에 위치한 직업전문학교다. 약칭으로 한조사(韓調士)도 쓰인다.

## 연혁
- 1999년 : 동양요리학원 설립
- 2003년 : 동양요리제과제빵학원으로 교명 변경
- 2006년 : 명지직업전문학교로 교명 변경
- 2009년 : 한국조리사관직업전문학교(韓國調理士官職業專門學校, Korea Culinary Academy)로 교명 변경
- 2022년 :한국푸드테크실용전문학교로 교명 변경

## 교육편제
다음은 2019년 기준 한국푸드테크실용전문학교의 교육과정 일람이다. 이수할 경우 관광전문학사 학위를 수여받으며, 이는 전문대학과 동등한 학력을 인정받는다.
- 호텔조리
- 호텔제과제빵
- 관광식음료

한국푸드테크실용전문학교는 좀 더 깊이있고 전문적인 교육과정으로 구성된 4년제 또한 운영중이다.
- 외식경영학
- 식품조리학